# Hedehusene
Hedehusene ist eine Vorstadt an der Bahnlinie zwischen Kopenhagen und Roskilde in der Hauptstadtregion Dänemarks. Ihr Siedlungsgebiet beinhaltet die ehemalig alleinstehenden Orte Baldersbrønde und Fløng. Hedehusene grenzt nahezu unmittelbar an Roskildes östlichen Stadtteil Trekroner im Westen und Høje Taastrup im Osten. Im Süden liegt das Erholungsgebiet Hedeland. Im Jahr 2023 hatte die Stadt 9.944 Einwohner.

## Wirtschaft
Das dänische Transport- und Logistikunternehmen DSV hat seinen Sitz in Hedehusene.